# Jean-Yves Citron
Jean-Yves Citron, né le 16 novembre 1953 à Angers, est un joueur de football français jouant au poste de défenseur.
Il effectue l'essentiel de sa carrière au SCO d'Angers de 1974 à 1980, y disputant quatre saisons et 86 matchs en championnat de France de Division 1 et deux saisons en Division 2. Il joue ensuite deux saisons en Division 2 à l'Union sportive du littoral de Dunkerque en 1980-1981, puis au Racing club de Fontainebleau la saison suivante.
Après sa carrière de footballeur, Jean-Yves Citron est entraîneur du club de l'Intrépide d'Angers entre 2000 et 2002 club dont il était joueur avant de devenir professionnel.